# Fähre Sandau

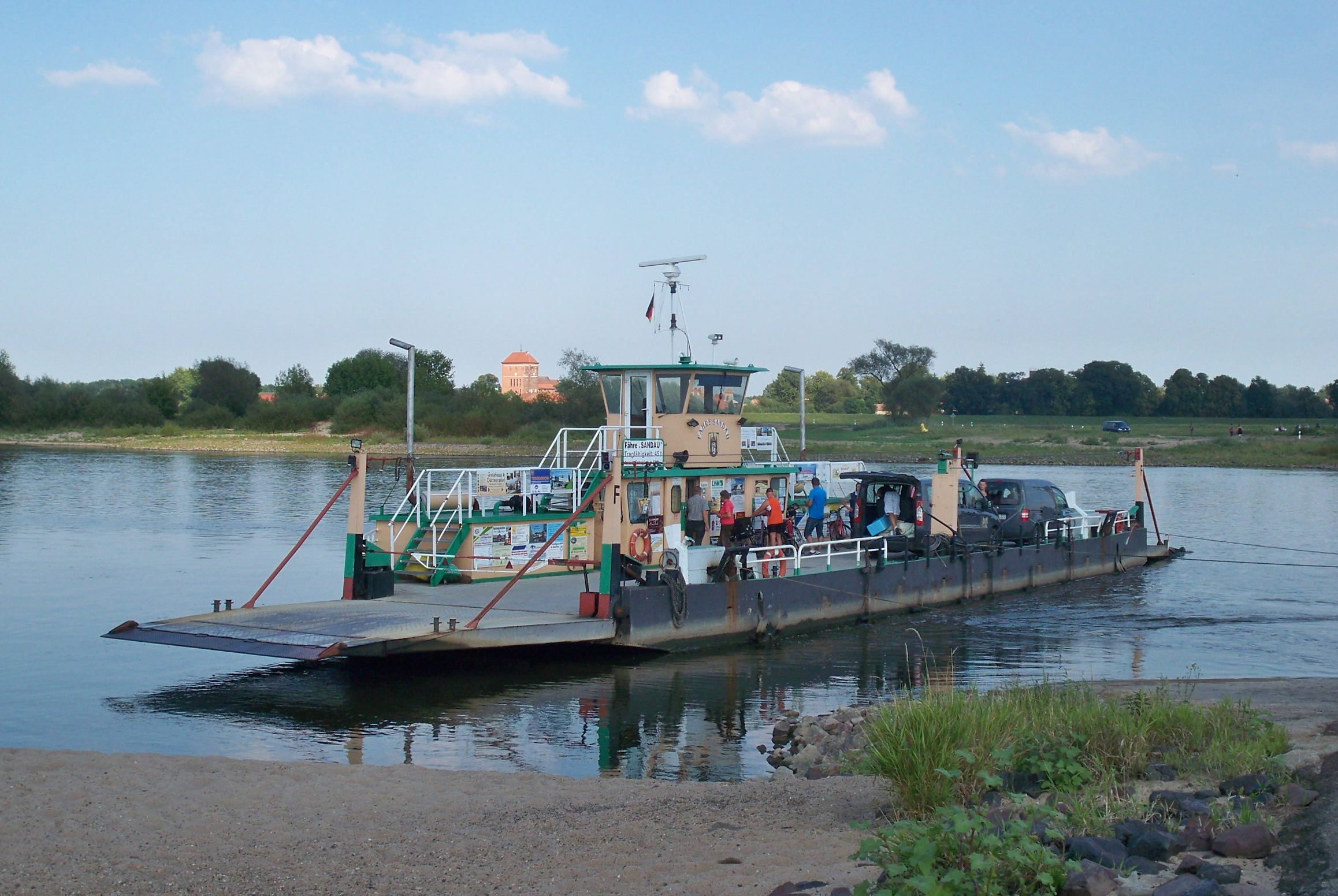
Fähre Sandau, Blick vom linken Elbufer auf den Turm von St. Laurentius und St. Nikolaus in Sandau

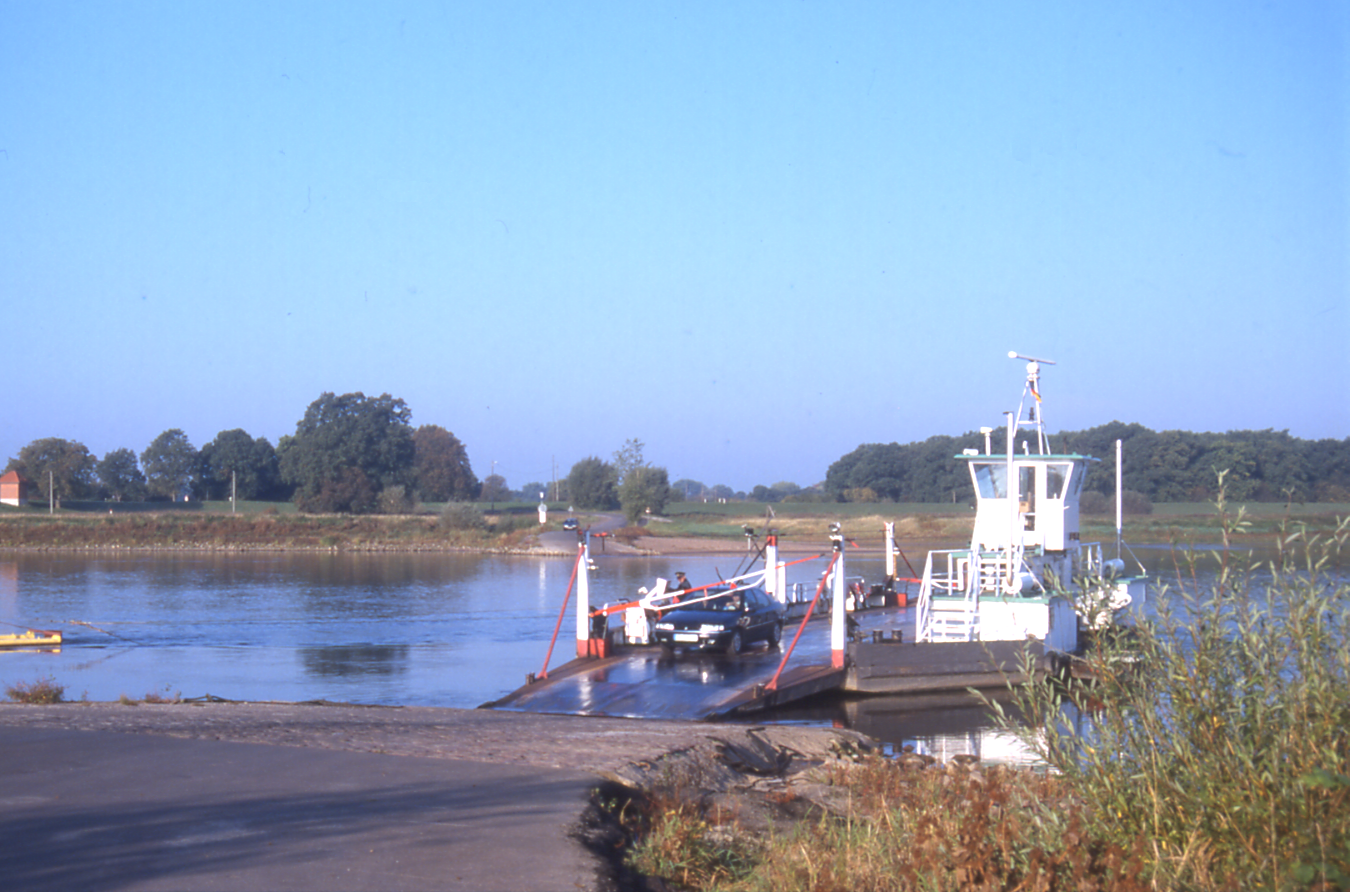
Blick vom rechten Elbufer

Die Fähre Sandau ist eine Gierfähre über die Elbe bei Sandau (Elbe) in Sachsen-Anhalt.

## Ausstattung und Funktionsweise
Das Fährfahrzeug ist 36 Meter lang und 10 Meter breit. Es können bis zu zwölf Autos gleichzeitig transportiert werden; die Tragfähigkeit beträgt 45 Tonnen. Die Fähre ist an einem Seil befestigt, das 500 Meter weiter stromauf befestigt ist. Durch die Strömung wird das Schiff je nach Schrägstellung des Fährfahrzeuges nach links oder rechts gedrückt, so dass die etwa 200 Meter breite Elbe ohne Motorkraft überwunden werden kann. Die Fähre pendelt so vom rechtselbischen Sandau zum linkselbischen Ufer. Die nächste Siedlung auf dem linken Elbufer ist Büttnershof. Bei Hochwasser wird die Fähre mit Motorkraft angetrieben; die Fahrpreise sind dann erhöht.

## Geschichte
Bereits 1272 wurde der Stadt Sandau von den askanischen Markgrafen der Betrieb einer „Freien Fähre“ gestattet. Über Jahrhunderte blieb die Fährgerechtigkeit ein Recht der Stadt. 1703 wurde die Fähre für 37 Taler und 12 Groschen im Quartal verpachtet. Bei den heftigen Kämpfen um Sandau am Ende des Zweiten Weltkriegs erhielt die Fähre drei Volltreffer. Seit 1962 wurde die Fähre dann wieder durch die Stadt Sandau betrieben. 1991 wurde ein neues Fährfahrzeug angeschafft.